# Dry Valley
Dry Valley è un census-designated place (CDP) degli Stati Uniti d'America, situato nello stato del Nevada, nella contea di Lincoln.